# Ehrenbachsschneidmühle
Ehrenbachsschneidmühle ist eine Wüstung auf dem Gemeindegebiet des Marktes Steinwiesen im Landkreis Kronach (Oberfranken, Bayern).

## Geographie
Die Einöde war Haus Nr. 48 von Nurn. Sie lag auf einer Höhe von 448 m ü. NHN an der Nurner Ködel, einem rechten Zufluss der Rodach.

## Geschichte
Infolge des Gemeindeedikts wurde Ehrenbachsschneidmühle dem 1808 gebildeten Steuerdistrikt Steinwiesen und 1818 der Ruralgemeinde Nurn zugewiesen. Mit dem Bau der Ködeltalsperre, der von 1968 bis 1972 erfolgte, wurde das Anwesen abgebrochen. Ehrenbachsschneidmühle war etwa in der Mitte zwischen Haupt- und Vordamm.

### Einwohnerentwicklung
| Jahr      | 001818 | 001861 | 001871 | 001885 | 001900 | 001925 | 001950 | 001961 | 001970 |
| Einwohner |        | 7      | 11     | 7      | 6      | 0      | 0      | 5      | 0      |
| Häuser    | 1      |        |        | 1      | 1      | 1      | 1      | 1      |        |
| Quelle    | [ 4 ]  | [ 5 ]  | [ 6 ]  | [ 7 ]  | [ 8 ]  | [ 9 ]  | [ 10 ] | [ 11 ] | [ 12 ] |

## Religion
Der Ort war rein römisch-katholisch und ursprünglich nach Mariä Geburt (Steinwiesen) gepfarrt, mit der Erhebung von St. Michael (Nurn) zur Kuratie dann dorthin gepfarrt.

## Weblink
- Ehrenbachsschneidmühle in der Ortsdatenbank des bavarikon, abgerufen am 20. August 2021.